# Lokosphinx
Lokosphinx (código UCI: LOK) es un equipo ciclista profesional ruso de categoría Continental y Pista UCI.
Aunque sean de diferentes modalidades se consideran el mismo equipo ya que comparten sus 2 directores (Alexander Kurnetsov, Alexander Kolosov) además de gran parte de sus corredores y su sede.

## Historia del equipo

### Diferentes categorías y disciplinas
Su nombre tradicional ha sido el de Lokomotiv siendo profesional de 2003 a 2005 (de 2003 a 2004 de 2ª División y en 2005 de categoría Continental). Tras 1 año como amateur de nuevo ascendió al profesionalismo en 2007 como equipo profesional de ciclismo en pista compaginando dicha disciplina con algunas pruebas de ruta amateur. En 2009, además, durante un breve periodo de tiempo, también fue de ruta de categoría Continental y no le dio tiempo a conseguir puntos para aparecer en las clasificaciones profesionales. En 2012 ascendió de nuevo a la categoría Continental.

### Equipo revelación en España
Su ascenso de nuevo la categoría Continental en 2012 fue debida a la buena actuación conseguida como amateur en años anteriores, sobre todo en el año 2011 en España. En el que incluso disputaron algunas carreras profesionales bajo en nombre de Selección de Rusia en la que obtuvieron buenos puestos por delante de muchos equipos profesionales e incluso obtuvieron una victoria en la carrera de menor categoría profesional de la Ronde d'Isard 2011 por parte de Evgeny Shalunov.

### Cambio de nombre
En 2012, coincidiendo con su ascenso de nuevo a la categoría Continental, cambió su nombre por el de Lokosphinx.

## Equipo filial

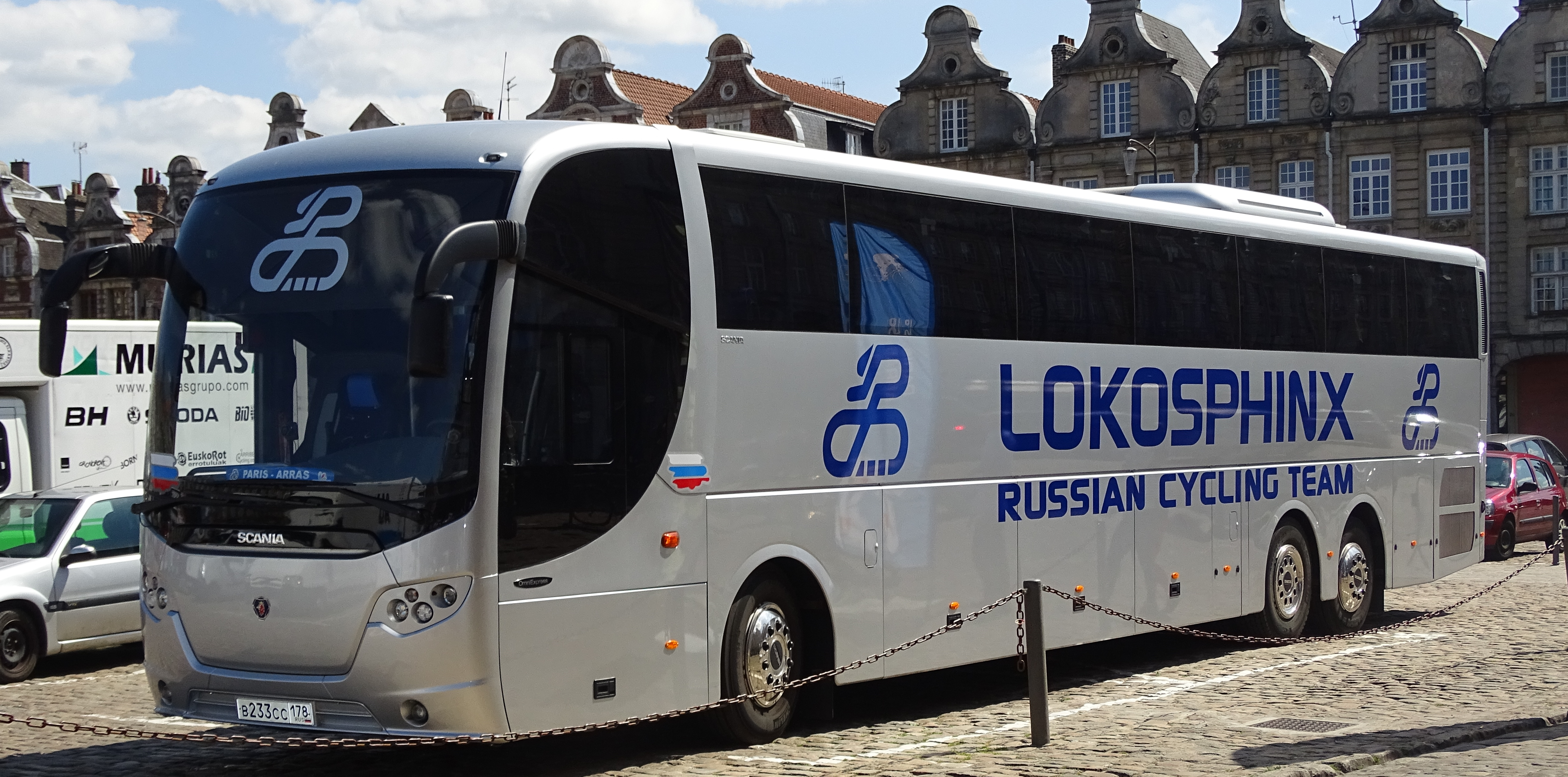
Vehículo del equipo.

A pesar de subir en 2012 de nuevo al profesionalismo siguió manteniendo un equipo filial con el mismo nombre destacando en similares pruebas que su predecesor por ello suele llamarse Lokosphinx amateur o Lokosphinx sub-23 aunque ocasionalmente también utiliza el antiguo nombre de Lokomotiv.

## Sede
Tiene su sede en San Petersburgo (Northern Road, 12, 197110).

## Clasificaciones UCI
La Unión Ciclista Internacional elaboraba el Ranking UCI de clasificación de los ciclistas y equipos profesionales.
A partir de 1999 y hasta 2004 la UCI estableció una clasificación por equipos divididos en tres categorías (primera, segunda y tercera). La clasificación del equipo y de su ciclista más destacado fue la siguiente:
| Año  | Categoría | Clasificación por equipos | Mejor corredor en la clasificación individual | Posición |
| 2003 | Segunda   | 25º                       | Alexei Markov                                 | 295º     |
| 2004 | Primera   | 19º                       | Pável Brutt                                   | 599º     |

A partir de 2005 la UCI instauró los Circuitos Continentales UCI, donde el equipo ha estado en los años completos en los que ha sido profesional en ruta (2005 y 2012), registrado dentro del UCI Europe Tour. Estando solamente en las clasificaciones del UCI Europe Tour Ranking. Las clasificaciones del equipo y de su ciclista más destacado son las siguientes:

### UCI America Tour
| Temporada | Clasificación por equipos | Mejor corredor   | Posición |
| 2013-2014 | 43.º                      | Kiril Svéshnikov | 357º     |
| 2015      | 55.º                      | Kiril Svéshnikov | 447º     |

### UCI Asia Tour
| Temporada | Clasificación por equipos | Mejor corredor | Posición |
| 2018      | 33º                       | Dmitri Sokolov | 29º      |

### UCI Europe Tour
| Temporada | Clasificación por equipos | Mejor corredor en la clasificación individual | Posición |
| 2005      | 55.º                      | Pável Brutt                                   | 88.º     |
| 2011-2012 | 50.º                      | Evgeny Shalunov                               | 138.º    |
| 2012-2013 | 83.º                      | Sergey Shilov                                 | 380.º    |
| 2013-2014 | 40.º                      | Sergey Shilov                                 | 133.º    |
| 2015      | 40.º                      | Evgeny Shalunov                               | 24.º     |
| 2016      | 62.º                      | Sergey Shilov                                 | 259.º    |
| 2017      | 30.º                      | Sergey Shilov                                 | 102.º    |
| 2018      | 50.º                      | Dmitry Strakhov                               | 62.º     |
| 2019      | 63.º                      | Savva Novikov                                 | 268.º    |

## Palmarés
Para años anteriores, véase Palmarés del Lokosphinx

### Palmarés 2021

#### Circuitos Continentales UCI
| Fechas    | Circuito             | Carreras                         | Ganador      |
| 2 de mayo | UCI Europe Tour 2021 | Circuito del Porto-Trofeo Arvedi | Gleb Syritsa |

## Plantilla
Para años anteriores, véase Plantillas del Lokosphinx

### Plantilla 2021
| Nombre                | Nacimiento | Nacionalidad | Equipo 2020    |
| Nikita Bersenev       | 25/03/2000 | Rusia        | Neoprofesional |
| Lev Gonov             | 06/01/2000 | Rusia        | Neoprofesional |
| Sergey Malnev         | 08/08/1998 | Rusia        | Lokosphinx     |
| Dmitrii Mukhomediarov | 24/05/1999 | Rusia        | Lokosphinx     |
| Arseny Nikiforov      | 29/01/1998 | Rusia        | Lokosphinx     |
| Viacheslav Polozov    | 09/08/2001 | Rusia        | Neoprofesional |
| Aleksandr Smirnov     | 10/02/1998 | Rusia        | Lokosphinx     |
| Ivan Smirnov          | 14/01/1999 | Rusia        | Neoprofesional |
| Dmitri Sokolov        | 19/03/1988 | Rusia        | Lokosphinx     |
| Kirill Sveshnikov     | 10/02/1992 | Rusia        | Lokosphinx     |
| Gleb Syritsa          | 14/04/2000 | Rusia        | Neoprofesional |
| Alexander Vdovin      | 21/08/1993 | Rusia        | Lokosphinx     |